# Kenneth Viglianisi
Kenneth Viglianisi (* 16. Mai 1992 in Scilla) ist ein italienischer Basketballspieler, der auch über die deutsche Staatsangehörigkeit verfügt.

## Laufbahn
Der Sohn einer deutschen Mutter und eines italienischen Vaters spielte als Jugendlicher Basketball und Fußball. Im Basketball durchlief er die Jugendabteilung von Viola Reggio Calabria. Von 2009 bis 2012 spielte er beim Zweitligisten Pallacanestro Reggiana in der Legadue, kam aber nur zu sporadischen Einsätzen in der Herrenmannschaft, während der vornehmlich weiterhin im Nachwuchs Spielpraxis erhielt. Von 2012 bis zum Frühjahr 2014 lief er für PMS Turin in der dritthöchsten Spielklasse des Landes, Division Nazionale A, auf.
Nach einem Abstecher auf Leihbasis zu Derthona Basket Tortona sowie einer Rückkehr nach Turin schloss sich Viglianisi 2015 dem Zweitligaverein Club Sportivo Pallacanestro Trapani an, für den er bis zum Ende der Spielzeit 2017/18 auflief.
Im Juni 2018 wurde Viglianisi vom Mitteldeutschen BC verpflichtet, wechselte somit in die Basketball-Bundesliga. Ende Oktober 2018 verließ er den Verein wieder, er hatte bis dahin vier Bundesliga-Spiele für den MBC bestritten, in denen er im Durchschnitt 0,5 Punkte sowie einen Rebound erzielte. Er kehrte nach Italien zurück und schloss sich dem Zweitligisten Bertram Tortona an. Zur Saison 2019/20 wechselte er zu einem italienischen Zweitligisten, Eurobasket Rom.
2022 wechselte er zum Erstligisten Germani Brescia, es kam bereits im Oktober 2022 zur Trennung. In der Serie A kam er für Brescia nicht zum Einsatz. Im November 2022 wurde er vom Zweitligisten Latina Basket verpflichtet. Viglianisi wechselte im September 2024 innerhalb der Liga zu SSD Real Sebastiani Rieti.

### Privatleben
Viglianisi erlernte das Kontrabass-Spielen und besuchte ein Konservatorium.